# José Javier Gómez Gozalo
José Javier Gómez Gozalo (Cuéllar, Segòvia, 18 de març de 1974) va ser un ciclista espanyol, professional des del 1996 i fins al 2003.
Un cop retirat fou nomenat Director General de la Fundació "Deporte Joven" depenent del Consejo Superior de Deportes, però el 2013 hagué de dimitir quan el seu nom va aparèixer com un client de la xarxa de dopatge descoberta amb l'Operació Port.

## Palmarès
- 1995
  - 1r a la Volta al Bidasoa
  - 1r al Trofeu Iberdrola

### Resultats al Giro d'Itàlia
- 1997. 22è de la classificació general
- 2000. 30è de la classificació general

### Resultats al Tour de França
- 1998. Abandona
- 1999. 59è de la classificació general
- 2002. Abandona

### Resultats a la Volta a Espanya
- 2001. 26è de la classificació general
- 2003. Abandona